# Гэмбл, Джеймс Сайкс
Джеймс Сайкс Гэмбл (англ. James Sykes Gamble; 2 июля 1847 — 16 октября 1925) — британский ботаник. 

## Биография
Джеймс Сайкс Гэмбл родился в Лондоне 2 июля 1847 года.
Гэмбл получил образование в Королевском военно-морском училище; затем он поступил в Magdalen College в Оксфорде, где получил степень магистра. Позже Гэмбл учился в École nationale des eaux et forêts в Нанси. В 1871 году Джеймс Сайкс вступил в Индийский департамент лесного хозяйства и сделал блестящую карьеру, получив должности хранителя лесов и директора Имперской лесной школы. Гэмбл занял ряд университетских должностей, получил множество наград и опубликовал ряд книг по флоре Индии. В 1899 году Джеймс Сайкс Гэмбл был избран членом Лондонского королевского общества. Он внёс значительный вклад в ботанику, описав множество видов растений.   
Джеймс Сайкс Гэмбл умер в графстве Хэмпшир 16 октября 1925 года. 

## Научная деятельность
Джеймс Сайкс Гэмбл специализировался на семенных растениях. 

## Некоторые публикации
- Flora of the Presidency of Madras, 1921, Londres.
- A Manual of Indian Timbers: An Account of the Growth, Distribution & Uses of the Trees & Shrubs of India & Ceylon with Description of Their Wood-Structure. 1902. Bishen Sigh Mahendra Pal Sigh, India. Reimpreso: Dehradun, International, 2002, xxvi, 868 pp. ISBN 81-7089-283-X.
- Forest Flora of the School Circle, N.-W.P., etc. With a preface by J. S. Gamble. 1901.
- The Bambusae of British India. 1896. Annals of the Royal Botanic Garden Calcutta. 133 pp.
- Materials for a Flora of the Malayan Peninsula. 1889.
- List of the trees, shrubs and large climbers found in the Darjeeling District, Bengal. 1878.